# TIE Defensor

El TIE Defensor es, en el videojuego de simulación espacial Star Wars: TIE Fighter, uno de los más poderosos cazas TIE del Imperio Galáctico. En el universo expandido de Star Wars es uno de los mejores cazas estelares de la Galaxia durante la época de la Guerra Civil Galáctica.

## Características
Debido al gran éxito de los cazas rebeldes contra los cazas imperiales, la Marina Imperial tuvo que replantear su doctrina de lanzar centenares de débiles cazas. Esto era poco rentable: se perdían grandes pilotos (superiores a los rebeldes dadas las academias de Coruscant y el resto de planetas). Los imperiales decidieron crear nuevos cazas basándose en el estilo de los cazas rebeldes: cazas pesados, con escudos e hiperimpulsión. Muchos TIEs existieron con estas características antes del Defensor, como el Avanzado, el Vengador o, fuera de la gama TIE, el Skipray Blastboat. Los Defensores, al igual que muchos otros cazas TIE pesados, surgieron de la mente del Gran Almirante Demetrius Zaarin.
El nuevo caza tenía que ser superior en todo. Tiene generadores de escudos Novaldex e hipervelocidad. Es el mejor armado de los cazas estelares: posee cuatro cañones láser, dos cañones de iones y dos lanzamisiles, cada uno capaz de portar cuatro. También poseen un pequeño rayo tractor.
La triple ala del Defensor y sus potentes motores convierten este caza en el más rápido y ágil de los cazas del Imperio. No obstante, es muy caro; cinco veces lo que el caza TIE estándar. Incluso en una organización tan rica como el Imperio, no se podían permitir crear cazas tan caros, por lo que este caza (y los otros cazas de elite, como el Vengador) solo eran pilotados por pilotos de elite.
Supera en todo a todos los cazas rebeldes e imperiales. Tiene un armamento y blindaje superior al X-Wing o al B-Wing, y una velocidad mayor que la del A-Wing.

## Historia
El proyecto original del TIE Defensor estaba supervisado por el Gran Almirante Demetrius Zaarin. No obstante, cuando atacó al Emperador, estos cazas también fueron usados contra él.
El Defensor fue el caza más poderoso durante esta guerra interna del Imperio, la cual lo dejó muy débil para el futuro ataque rebelde. La mayoría de Defensores fueron destruidos al tener que enfrentarse a cazas del mismo tipo.
Al menos un escuadrón de Defensores fue empleado durante la Batalla de Endor, el escuadrón Onyx. Era una pequeña minoría en la batalla: la mayoría eran TIEs e Interceptores.
- Datos: Q11704191